# Cipeuteuy (Kabandungan)
Cipeuteuy is een bestuurslaag in het regentschap Sukabumi van de provincie West-Java, Indonesië. Cipeuteuy telt 6344 inwoners (volkstelling 2010).